# Monsters vs. Aliens
Monsters vs. Aliens (ook bekend als Monsters vs. Aliens in 3D) is een Amerikaanse computeranimatiefilm van DreamWorks Animation, die op 27 maart 2009 uitkwam. Het is de eerste computeranimatiefilm die geheel in 3D is opgenomen, in plaats van achteraf naar 3D te zijn omgezet. Vanaf 23 maart 2013 kwam op Nickelodeon een serie van deze film uit.
Acteurs Reese Witherspoon, Paul Rudd, Hugh Laurie, Seth Rogen, Will Arnett, Rainn Wilson, Stephen Colbert, Kiefer Sutherland en Jimmy Kimmel spreken stemmen in van de personages in de film.

## Verhaal
Susan Murphy, een inwoonster van Californië, wordt vlak voor haar huwelijk met weerman Derek Dietl getroffen door een meteoriet gevuld met een vreemde substantie genaamd quantonium. Ze overleeft de klap zonder verwondingen, maar doordat haar lichaam de quantonium absorbeert groeit ze uit tot een reus van 15 meter en 28 centimeter (49 voet, 11 inch) hoog. Ze wordt gevangen door het leger, en meegenomen naar een speciale militaire basis waar de overheid monsters opsluit. Hier ontmoet ze enkele andere monsters zoals Dr. Cockroach, Ph.D (een gestoorde professor met een insectenhoofd), de ontbrekende schakel (een 20.000 jaar oude visman), B.O.B (een gelatineachtig onverwoestbaar monster) en Insectosaurus (een 107 meter hoog insect). De monsters blijken hier al 50 jaar te zitten en mogen nooit contact hebben met de buitenwereld. Susan voelt zich enorm geïsoleerd en mist haar familie en verloofde.
Ondertussen ontdekt een alien genaamd Gallaxhar de quantoniumstraling die van de aarde afkomstig is, en zet een enorme robotische sonde in om het te vinden en te bemachtigen. De bron van deze straling is Susan. De president van de Verenigde Staten probeert contact te maken met de robot, maar tevergeefs. Het ding begint alles in zijn omgeving te verwoesten. Generaal W.R. Monger, hoofd van de basis waar de monsters zijn opgesloten, overtuigt de president om de monsters in te zetten tegen de robot. De monsters stemmen toe op voorwaarde dat ze na hun missie hun vrijheid terugkrijgen. Ze reizen af naar San Francisco, en verslaan de robot in een gevecht rond de Golden Gate Bridge.
Susan kan nu terugkeren naar haar familie en introduceert hen aan de monsters. Deze worden echter niet geaccepteerd. Susan probeert weer contact te maken met Derek, maar hij geeft haar de bons uit angst dat ze zijn carrière zal overschaduwen. Susan zoekt steun bij de andere monsters om haar verdriet te verwerken. Dan wordt ze ontvoerd door Gallaxhar. Insectosaurus probeert haar te redden, maar moet dit met zijn leven bekopen. Galaxhar haalt het quantonium uit Susans lichaam, waardoor ze weer haar normale formaat terugkrijgt. Vervolgens kloont hij zichzelf tot een leger om de aarde mee aan te vallen.
B.O.B., de ontbrekende schakel en Dr. Cockroach infiltreren in Gallaxhars schip en redden Susan. Vervolgens vluchten ze naar de energiekern van het schip, en activeren de zelfvernietiging. Susan kan ontsnappen maar de andere drie komen vast te zitten in het schip. Susan confronteert Gallaxhar en absorbeert de quantonium weer zodat ze opnieuw een reus wordt. Als reus kan ze de andere monsters bevrijden. De monsters verlaten het exploderende schip. Op de grond worden ze welkom geheten door generaal Monger en Insectosaurus, die zich in werkelijkheid snel had verpopt om zo te genezen en nu is uitgegroeid tot een enorme vlinder.
De monsters worden bij hun terugkeer als helden onthaald. Derek probeert zijn relatie met Susan nieuw leven in te blazen daar haar heldenstatus zijn carrière ten goede kan komen, maar ze doorziet zijn ware intenties en vernedert hem in het openbaar. Aan het eind van de film wordt het monsterteam naar Parijs geroepen om een nieuwe dreiging het hoofd te bieden.

## Rolverdeling
| Acteur            | Personage                                    | Opmerkingen |
| ----------------- | -------------------------------------------- | --- |
| Reese Witherspoon | Susan Murphy (Gigantica)                     | Een vrouw die door een meteoor is uitgegroeid tot een reuzin. Ze is erg verlegen en ietwat onhandig, maar ontwikkelt zich in de loop van de film tot een sterk lid van het team. Ze is gebaseerd op de hoofdpersoon uit de b-film Attack of the 50 Foot Woman.                                       |
| Hugh Laurie       | Dr. Cockroach, Ph.D.                         | Een gestoorde geleerde die een poging deed om zichzelf de overlevingsmogelijkheden van een kakkerlak te geven, maar zo per ongeluk een kakkerlakhoofd kreeg. Hij is altijd bezig met bizarre uitvindingen, en heeft de neiging tijdens zijn werk maniakaal te lachen. Hij is een parodie op The Fly. |
| Will Arnett       | Link                                         | Een vis/aap hybride die 20.000 jaar ingevroren is geweest. Hij is gebaseerd op The Creature from the Black Lagoon. |
| Seth Rogen        | Bicarbonate Ostylezene Benzoate'" ("B.O.B.") | Een blauw gelatineachtig monster dat van vorm kan veranderen en onverwoestbaar is. Hij is echter niet bijster slim. Hij is gebaseerd op The Blob |
| Jimmy Kimmel      | Insectosaurus                                | Een insect die door radioactiviteit is uitgegroeid tot een kolossaal monster. Hij is gebaseerd op Godzilla, en zijn vlindervorm op Mothra. |
| Rainn Wilson      | Gallaxhar                                    | Een alien die uit is op verovering en vernietiging. Hij heeft een leger van onder andere enorme robots en klonen van zichzelf. |
| Stephen Colbert   | President Hathaway                           | De president van de Verenigde Staten. |
| Kiefer Sutherland | General W.R. Monger                          | De generaal die met het idee komt om de gevangen monsters in te zetten tegen de aliens. |
| Paul Rudd         | Derek Dietl                                  | Susan Murphy's verloofde, die meer geeft om zijn carrière dan om Susan. |
| Jeffrey Tambor    | Carl Murphy                                  | De vader van Susan. |
| Julie White       | Wendy Murphy                                 | De moeder van Susan. |
| Amy Poehler       | Een computer                                 | De boordcomputer van het buitenaards ruimteschip. |

### Nederlandse stemmen
| Acteur                   | Personage                            |
| ------------------------ | ------------------------------------ |
| Lieke van Lexmond        | Susan Murphy                         |
| Gijs Scholten van Aschat | Professor Kakkerlak                  |
| Frans Limburg            | Link                                 |
| Rogier Komproe           | B.O.B.                               |
| Johnny Kraaijkamp jr.    | Gallaxhar                            |
| Chris Tates              | De president van de Verenigde Staten |
| Bart Oomen               | Generaal O.P. Stooker                |
| Mark van Eeuwen          | Derek Dietl                          |

## Achtergrond

### Productie
Volgens Ed Leonard, CTO van DreamWorks Animation, kostte het 45.6 miljoen computeruren om Monsters vs. Aliens te maken; meer dan 8 keer zo lang als de originele Shrek. Er werden enkele honderden Hewlett-Packard xw8600 workstations gebruikt voor de productie, samen met een 'render farm' van HP ProLiant blade servers. De film vereiste 120 terabytes aan data om te voltooien. Een explosiescène alleen al kostte 6 TB.
Monsters vs. Aliens was de eerste film van DreamWorks geproduceerd in stereoscopisch 3D. Dit is nadien standaard geworden voor al DreamWorks’ animatiefilms.

### Uitgave en ontvangst
De première van de film stond aanvankelijk gepland voor mei 2009, maar werd naar voren gehaald om concurrentie met de film Avatar te voorkomen. Die film werd op zijn beurt verplaatst naar december 2009
De film ontving bij de première over het algemeen positieve reacties van critici. In het openingsweekend bracht de film in de Verenigde Staten $58.2 miljoen op.

### Spin-offs
- In maart 2009 is er een videospel gebaseerd op de film uitgekomen.
- In 2009 maakte Nickelodeon bekend dat er een spin-offserie van de film zou komen getiteld Monsters vs. Aliens: The Series. De première van de serie stond gepland voor eind 2010.
- B.O.B.'s Big Break: een 14-minuten durende spin-offfilm
- Monsters vs. Aliens: Mutant Pumpkins from Outer Space: een Halloween-special die in oktober 2009 werd uitgezonden.

## Prijzen en nominaties
In 2010 won “Monsters vs. Aliens” een Annie Award voor Storyboarding in a Feature Production (Tom Owens)
De film werd datzelfde jaar ook genomineerd voor:
- Twee ander Annie Awards
- De VES Award voor Outstanding Effects Animation in an Animated Feature Motion Picture
- De Saturn Award voor beste animatiefilm